# Championnats d'Europe de char à voile 1985
Navigation
1984 1986
Les 23e championnats d'Europe de char à voile 1985, organisés par le pays hôte sous l'égide de la fédération internationale du char à voile, se sont déroulés à La Panne dans la province de Flandre-Occidentale en Belgique,.

## Podiums
| Épreuve  | Or                     | Argent                | Bronze          |
| -------- | ---------------------- | --------------------- | --------------- |
| Classe 2 | Henri Demuysere        | Pascal Demuysere      | Pierre Nyssens  |
| Classe 3 | Bertrand Lambert       | Hans-Werner Eickstadt | Ivan Ameele     |
| Classe 5 | Jean Philippe Krischer | Christian Deffrennes  | Daniel Vaillant |

| Épreuve | Or               | Argent          | Bronze           |
| ------- | ---------------- | --------------- | ---------------- |
| KI. 5   | Christine Touati | Petra Brinkmann | Christine Lepros |

## Tableau des médailles par nation
| Rang | Nation    | Or | Argent | Bronze | Total |
| ---- | --------- | -- | ------ | ------ | ----- |
| 1    | France    | 2  | 1      | 2      | 5     |
| 2    | Belgique  | 1  | 1      | 1      | 3     |
| 3    | Allemagne | -  | 1      | -      | 1     |

| Rang | Nation    | Or | Argent | Bronze | Total |
| ---- | --------- | -- | ------ | ------ | ----- |
| 1    | France    | 1  | -      | 1      | 2     |
| 2    | Allemagne | -  | 1      | -      | 1     |